# Żupan (urząd)

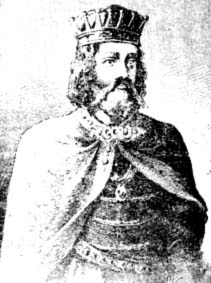
Stefan Nemania, wielki żupan Raszki i Serbii

Żupan – średniowieczny urzędnik administracji w krajach słowiańskich. Żupan zarządzał w imieniu suwerena obszarem zwanym żupa.
Urząd taki istniał również w Polsce, gdzie oznaczał wysokiego rangą dostojnika królewskiego. W pierwotnej formie wyraz ten brzmiał "żpan", z której przekształcił się w używaną do dzisiaj postać "pan".
Pokrewnym urzędem w dawnej Polsce był żupnik, którego jednak nie należy mylić z żupanem.

## Etymologia
Županъ "dostojnik, naczelnik okręgu" – derywat od župa "obszar region". Zbigniew Gołąb nie wykluczał, że zarówno županъ jak i prasłowiański *gъpanъ, od którego pochodzi polskie pan, czy staroczeskie hpan (identyfikowany z irańskim *gu-pāna/*gau-pāna "strażnik bydła", zobacz afgańskie ɣōbə "pasterz bydła" i jako człon złożeń typu *fšu-pāna "pasterz" w językach irańskich, np. afgańskie špə, špūn, nowoperskie šubān – przesunięcie pasterz → pan w kontekście relacji koczownicy/rolnicy) są rdzennie słowiańskimi derywatami od *gъpa (według Pokornego *gupā) – župa "ziemianka" (zobacz greckie γὐπη, staroangielskie cove).

## Współcześnie
Na podstawie Konstytucji Republiki Chorwacji Sabor uchwalił ustawę o obszarach żupanii, miast i gmin (Narodne Novine nr 90/92) zgodnie z którą utworzono: 21 żupanii, 2 kotara, 70 miast i 419 gmin. Żupania jest w Chorwacji jednostką zasadniczego podziału terytorialnego odpowiadającą polskiemu województwu, a żupan odpowiednikiem polskiego wojewody. W Słowenii żupan (słoweńskie Župàn), to odpowiednik polskiego burmistrza/prezydenta miasta. Na Słowacji żupa (župa) jest potoczną nazwą "kraju" (słowackie samosprávny kraj, żupy oficjalnie istniały do 1945) czyli odpowiednika polskiego województwa, stąd potocznie, ale powszechnie, żupanem (Župan) nazywa się przewodniczącego (słow. predseda) "kraju".

## Żupan w źródłach
Za najstarszy tekst wymieniający żupana uchodzi zapiska z roku 777, pochodząca z dworu księcia bawarskiego Tassilona III zapisana ręką mnicha z klasztoru w Kremsmüster:

XXX Sclavos, quos coniuravit ille iopan qui dicitur Physso (Wysz).

Dokument Cresimiri Regis Croatiæ et Dalmatiæ ann. 1071. apud Joan. Lucium lib. 3. cap. 12, wymienia:

Volumus,....... ut dicta Ecclesia habeat suas parochias, scilicet Juppam, quæ fuit sub Alpibus a castro... Murula, etc.

a następnie:

Dedimus Episcopo Novensi Juppam Licchæ, Juppam Buchani, etc.

U Serbów Ζουπάνοι γέροντες wymienia Konstantyn VII Porfirogeneta w swoim De administrando imperio.